# Peter Emil Becker
Peter Emil Becker ( Hamburgo,23 de noviembre de 1908-Gotinga,7 de octubre de 2000) fue un neurólogo, psiquiatra y genetista alemán.  Es recordado por sus estudios sobre distrofias musculares. La distrofia muscular de Becker (OMIM 300376) y la miotonía de Becker (OMIM 255700) llevan su nombre. Desde 1998, la Gesellschaft für Neuropädiatrie (GNP) otorga a Peter-Emil-Becker-Preis logros especiales en el campo de la neurología infantil .
Estudió medicina en Marburgo, Berlín, Múnich, Viena y Hamburgo, graduándose en 1933. Posteriormente se formó en neurología y psiquiatría en Hamburgo y Friburgo. Entre 1934 y 1936 estuvo adscrito al Instituto Kaiser Wilhelm de Antropología, Herencia Humana y Eugenesia (KWI-A), trabajando bajo la dirección de Eugen Fischer . Mientras estaba en el KWI-A, Becker también trabajó con el destacado genetista, especialista en eugenesia y miembro del Partido Nazi, el  Fritz Lenz. 
Becker fue miembro de las SA (Sturmabteilung) desde 1934, y en 1940 se unió al Partido Nazi. Después de la guerra fue despedido de la Universidad de Friburgo por ser miembro de estas organizaciones; sin embargo, en 1947 fue formalmente desnazificado y obtuvo venia legendi en la Universidad de Friburgo. En 1957 fue nombrado profesor de genética humana en la Universidad de Göttingen , cargo que ocupó hasta su jubilación en 1975.